# TSV 1860 Hanau
Pour les articles homonymes, voir Hanau (homonymie).
Maillots
Le TSV 1860 Hanau est un très ancien club sportif allemand, localisé dans la ville de Hanau dans la  Hesse.
De nos jours, outre le football, le club propose de nombreuses autres sections sportives, dont l’Athlétisme, le Badminton, le Bowling, la Gymnastique, le Handbal, le Tennis, le Tennis de table, le Volley-ball,…

## Repères historiques
- 1840 – création d’un cercle gymnique par les membres d’une fabrique de tabac.
- 1850 – arrêt des activités.
- 1860 - 09/11/1860, fondation du TURNVEREIN des CIGARENARBEITER HANAU.
- 1878 - TURNVEREIN des CIGARENARBEITER HANAU fut renommé TURNVEREIN HANAU.
- 1881 - Scission en TURNVEREIN HANAU et TURN GESELLSCHAFT HANAU 1881.
- 1922 - Réunion entre TURNVEREIN HANAU et TURN GESELLSCHAFT HANAU 1881 pour former TURN-und SPORTVEREINIGUNG 1860 HANAU.
- 1924 - La section football devint indépendante sous le nom de SPORT HANAU 1860. Elle fusionna avec FUSSBALL CLUB VIKTORIA 1894 HANAU pour former SPORVEREINIGUNG 60/94 HANAU.
- 1934 - TURN-und SPORTVEREINIGUNG 1860 HANAU et SPORVEREINIGUNG 60/94 HANAU furent fusionnés par les Nazis, pour former TURNVEREIN HANAU.
- 1945 - Dissolution puis reconstitution rapide.
- 1957 - Le club reprit son nom de TURN-und SPORTVEREINIGUNG 1860 HANAU

## Histoire

### 1840 / 1945
La première équipe vit le jour en 1840 lorsque des membres d’une fabrique locale de tabac créa un cercle de gymnastique. Le groupe compta jusqu’à 150 membres. Mais, le 21 mars 1851, tout s’arrêta brusquement. À la suite d'une dénonciation, venant de certains collègues de travail, l’armée d’occupation  débarqua à son local, Die Weisse Taube (La Blanche Colombe), et arrêta près de vingt membres. Alors que des documents et certificats étaient saisis, les sportifs furent emprisonnés à Cassel et comparurent devant un tribunal militaire. Leur innocence y fut prouvée et tous furent acquittés. Mais l’impact de ces événements furent tel que l’association sportive ne poursuivit pas ses activités.
Le 9 novembre 1860, un nouveau club fut fondé: le Turnverein der Cigarrenarbeiter Hanau. En 1878, il fut renommé Turnverein Hanau.
En 1881, le cercle se scinda lorsque plusieurs membres s’en allèrent et créèrent la Turngesellschaft Hanau 1881. À partir de 1890, les deux clubs ouvrirent des sections de Jeux de balle (en Allemand: "Ballspielabteilungen"). Il s’agissait de ce qui était appelé des Jeux anglais (en fait football, rugby et cricket) qui commençaient à gagner en popularité partout en Europe.
En 1905, le TV Hanau créa une section uniquement consacrée au football, et l’affilia à la Süddeutschen Fußballverband (SDFV) en 1912.
En 1922, TV Hanau et TG Hanau 1881 se réunirent et formèrent le Turn-und Sportvereinigung 1860 Hanau.
Deux ans plus tard, la section football devint indépendante sous l’appellation Sport 1860 Hanau. Celle-ci fusionna avec le Fußball-Club Viktoria 1894 Hanau (qui en 1900, fut un des fondateurs de la Fédération allemande de football – DFB) pour former la Spielvereinigung 1860/94 Hanau.
En 1934, sur l’ordre du régime nazi, le SV 60/94 Hanau fut fusionné avec le TSV 1860. Le club porta simplement le nom Turnverein Hanau.
En 1939, le TV Hanau gagna le droit de jouer en Gauliga Hesse, une des seize ligues créées sur ordre des Nazis qui réformèrent les compétitions de football, dès leur arrivée au pouvoir en 1933.
Le TV Hanau joua deux saisons puis fut versé dans la Gauliga Hesse-Nassau. Après une saison, le club fut relégué.

### Depuis 1945
Après la capitulation de l’Allemagne nazie, tous les clubs et associations allemands furent dissous par les Alliés. Rapidement, les cercles purent se reconstitués. Recommençant ses activités malgré la destruction de ses installations par les bombardements, le club reprit son appellation de TuS 1860 Hanau à partir de 1957.
Le club se développa en une solide association omnisports qui vient de fêter, non sans une légitime fierté, son 150e anniversaire.

## Personnalités
- Rudi Völler, ancien international et sélectionneur fédéral